# Richtfest

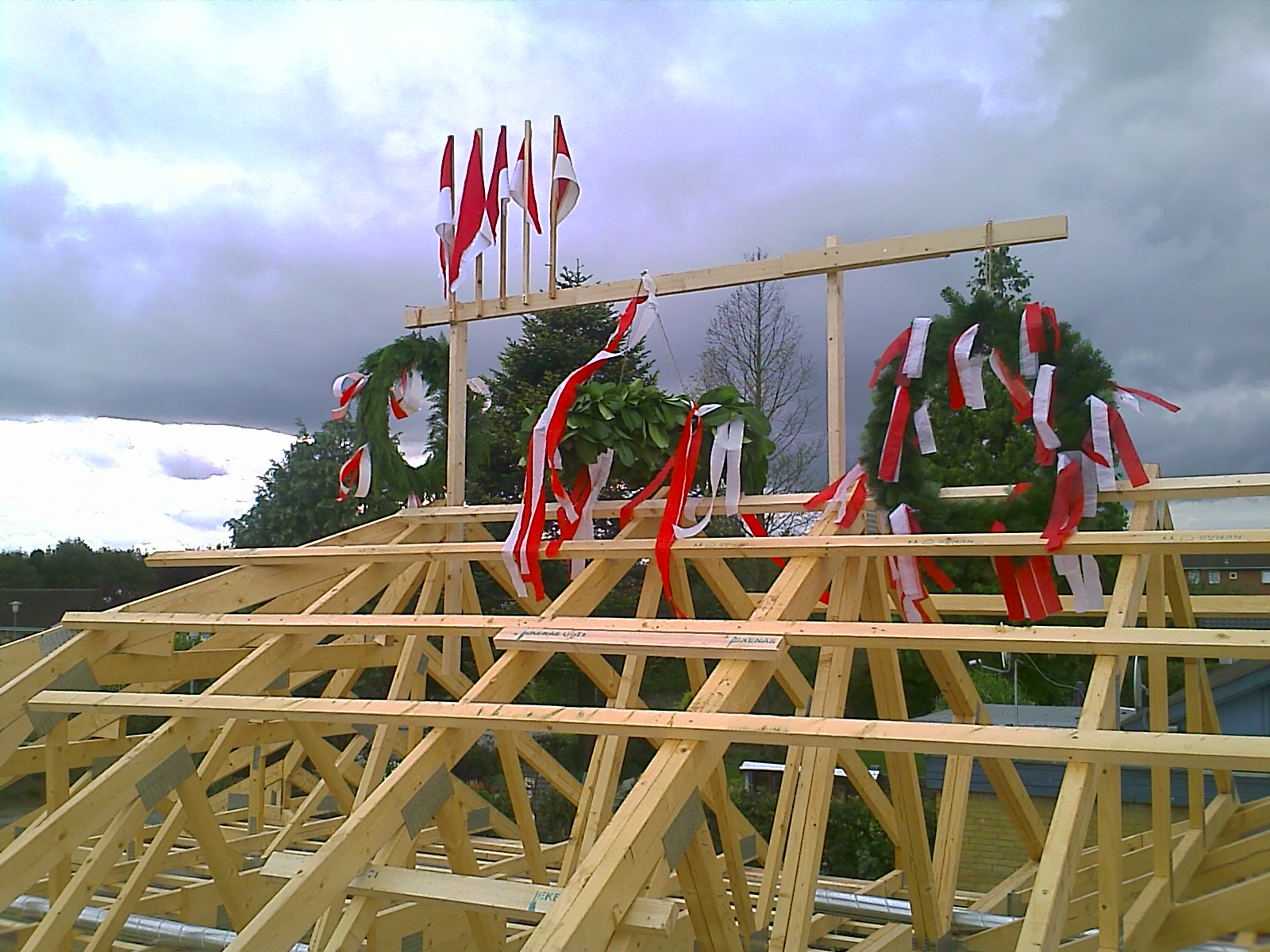
Richtfest

Das Richtfest (auch Bauheben, Weihefest, Hebefest, Hebfeier, Hebauf, Hebweih, Hebmahl, Firstbier, Aufschlagfest oder Hiebschmaus; in Österreich Gleichenfeier, Firstfeier/-fest oder Dachgleiche; in der Schweiz Aufrichte, niederdeutsch Fensterbeer) wird gefeiert, wenn der Rohbau eines Gebäudes fertiggestellt und die Dachkonstruktion errichtet bzw. allgemein das Dach erstellt ist. Ein Richtfest findet typischerweise auf der Baustelle und zur Arbeitszeit statt, damit alle daran teilnehmen können.

## Geschichte

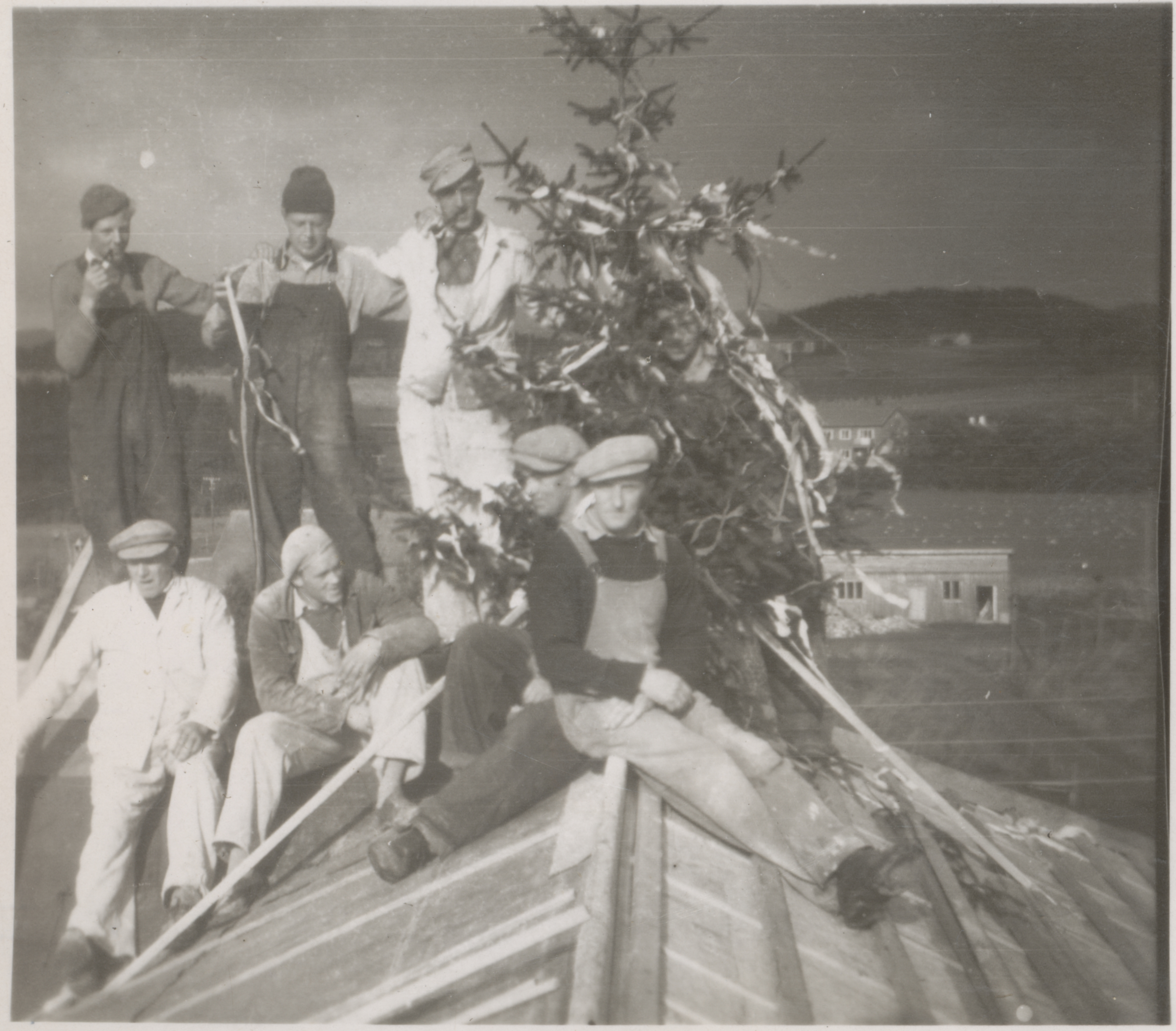
Richtfest mit Richtbaum (Falstad/Norwegen, um 1950)

Der Brauch des Richtfestes lässt sich bis ins 14. Jahrhundert zurückverfolgen und hat gesellschaftlichen und abergläubischen Charakter. Das Richtfest galt als Dank für die nachbarliche Bauhilfe und es sollten zu diesem Zeitpunkt alle Verbindlichkeiten wie offene Rechnungen beglichen werden, um nicht in einem „belasteten Haus“ wohnen zu müssen. Der Brauch sollte zudem das neue Haus vor Unheil und überirdischen Kräften wie Blitzschlag und Feuer beschützen.

## Begriffe
Die Bezeichnung Richtfest leitet sich von den Begriffen aufrichten oder errichten her, also dem Aufstellen der Dachkonstruktion. In der deutschsprachigen Schweiz heißt das Richtfest auch Aufrichte. Die österreichischen Bezeichnungen Dachgleiche oder Gleichenfeier drücken aus, dass beide Seiten des Daches gleich hoch geworden sind.
Ist das Dach zum Richtfest bereits gedeckt, also dicht, wird der Begriff Dichtfest verwendet. Teilweise wird das Dichtfest auch zur Fertigstellung eines dichten Flachdach-Rohbaus (also ohne hölzerne Dachkonstruktion) verwendet; hierfür gibt es auch den Begriff Deckenfest.
Zum Abschluss von Bauarbeiten an einem Turmhelm wird das Knopffest gefeiert. 

## Ablauf des Richtfestes
Das Dach wird mit dem Richtkranz (auch Richtkrone genannt) oder dem Richtbaum geschmückt und einer der Zimmerleute oder der Polier hält eine kurze Ansprache, den Richtspruch oder Zimmermannsspruch.

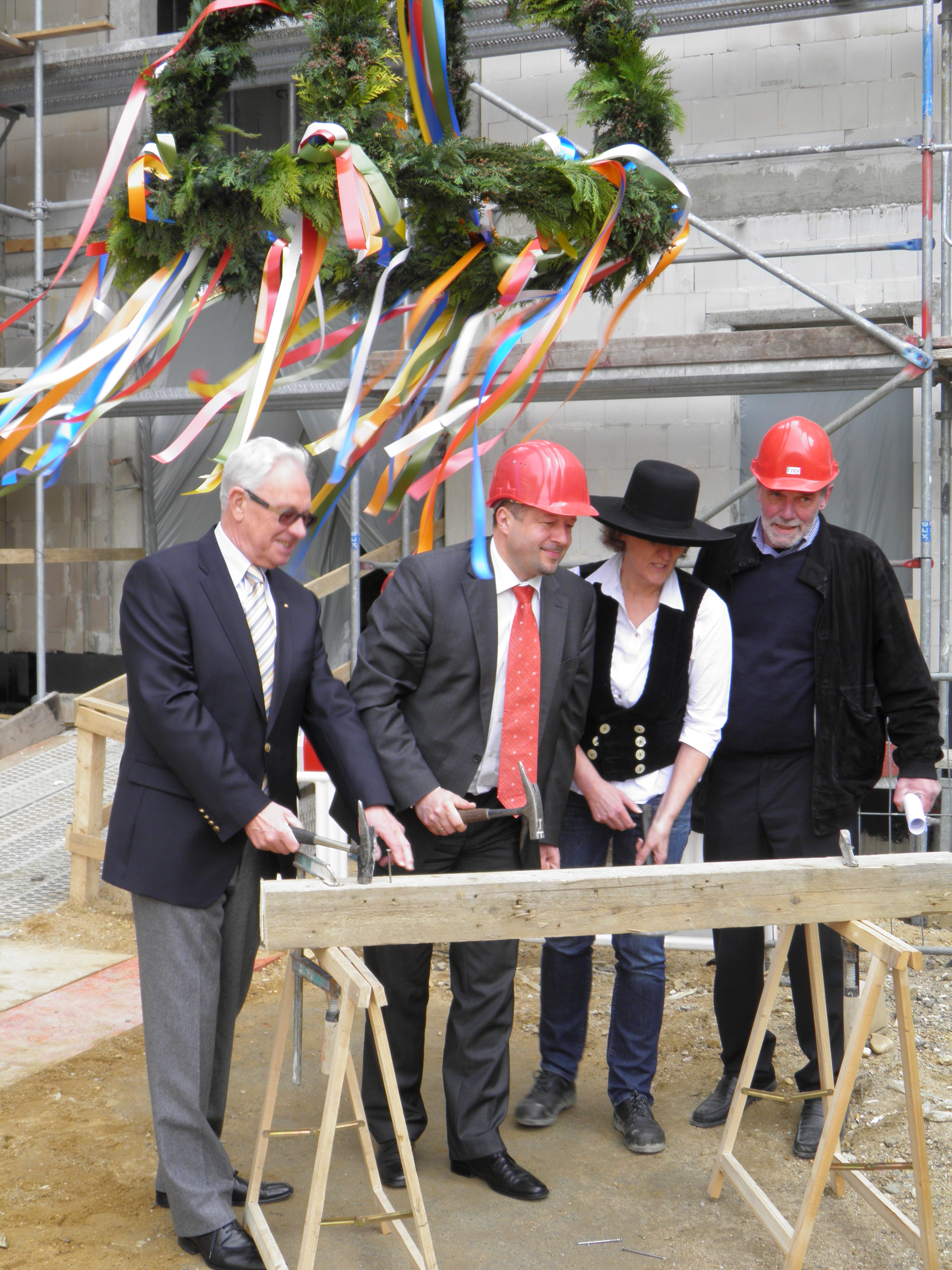
Richtfest unter einer Richtkrone (Remscheid-Lüttringhausen, 2013)

Der Richtspruch ist zum einen ein Dank an Architekt und Bauherr, zum anderen eine Bitte um Gottes Segen für das Haus. Der Redner bekommt traditionell Wein oder Schnaps, um auf das Wohl der Hausbesitzer zu trinken, und wirft am Ende des Richtspruches das Glas vom Dach. Zerspringt es am Boden, wird alles gut, bleibt das Glas heil, gilt das als ein schlechtes Omen und eine Schmach für den Werfer. Der Bauherr muss noch den letzten Nagel einschlagen, manchmal spielen ihm die Zimmerleute einen kleinen Streich.
Im Anschluss an den Richtspruch wird gefeiert, der so genannte Richtschmaus oder Hebeschmaus findet meist auf der Baustelle statt. Der Bauherr richtet das Fest aus, was sein Dank an die beteiligten Handwerker ist. Im 15. und 16. Jahrhundert waren Getränke und Speisen zum Beginn oder Ende eines Bauabschnittes zudem Teil des Handwerkerlohns. Zum Richtfest werden neben den Handwerkern auch alle weiteren Helfer, die Nachbarn und ein Vertreter des Bauträgers eingeladen. Es ist gleichzeitig eine Gelegenheit, um Freunden und Verwandten den Baufortschritt vorzuführen.
Früher gestaltete man das Richtfest etwas anders. Der Bauherr hatte auch den letzten Nagel einzuschlagen, doch war der betreffende Sparren von den Handwerkern zunächst versteckt gehalten worden. Dann verhandelten die Zimmerleute mit dem Bauherrn über die zu liefernde Biermenge zum Fest, ehe die Bauhandwerker das Geheimnis um den Balken lüfteten. Der Bauherr schlug dann den Nagel ein, wurde anschließend auf den Sparren gesetzt und dreimal um den Neubau getragen, ehe das Feiern begann.

## Sonstiges
Im Zusammenhang mit dem anstehenden Richtfest eines Neubaus gibt es in Oberbayern, Niederbayern und in Österreich den Brauch den Firstbaum unbemerkt zu stehlen. Der Firstbaum wird daraufhin von den „Dieben“ bis in die Nähe des neuen Hauses gebracht, um die Auslöse zu verhandeln, die aus einer zünftigen Brotzeit besteht. Sollte sich der Bauherr geizig zeigen, kann es passieren, dass ein Stück vom Firstbaum abgesägt wird. Wenn eine Einigung erzielt ist, wird die Brotzeit gemeinsam verspeist.